# 詠春體育會
詠春體育會（英語：Ving Tsun Athletic Association，縮寫：VTAA）是香港武術團體，原名詠春聯誼會。在詠春拳宗師叶问的倡议以及邓生探长、彭锦发和蓝贤发的经济支持之下，1967年由葉問的七位弟子創立於彌敦道，註冊為有限公司，成為香港首個註冊的國術團體。葉問出任该會的永遠會长。1968年其總部從彌敦道遷往九龍旺角水渠道的現址，1974年正式註冊成為非牟利的有限公司。
1999年11月，該會在香港舉辦首屆世界詠春同人大會。

## 外部連結
- 官方网站